# Philippe Olivier

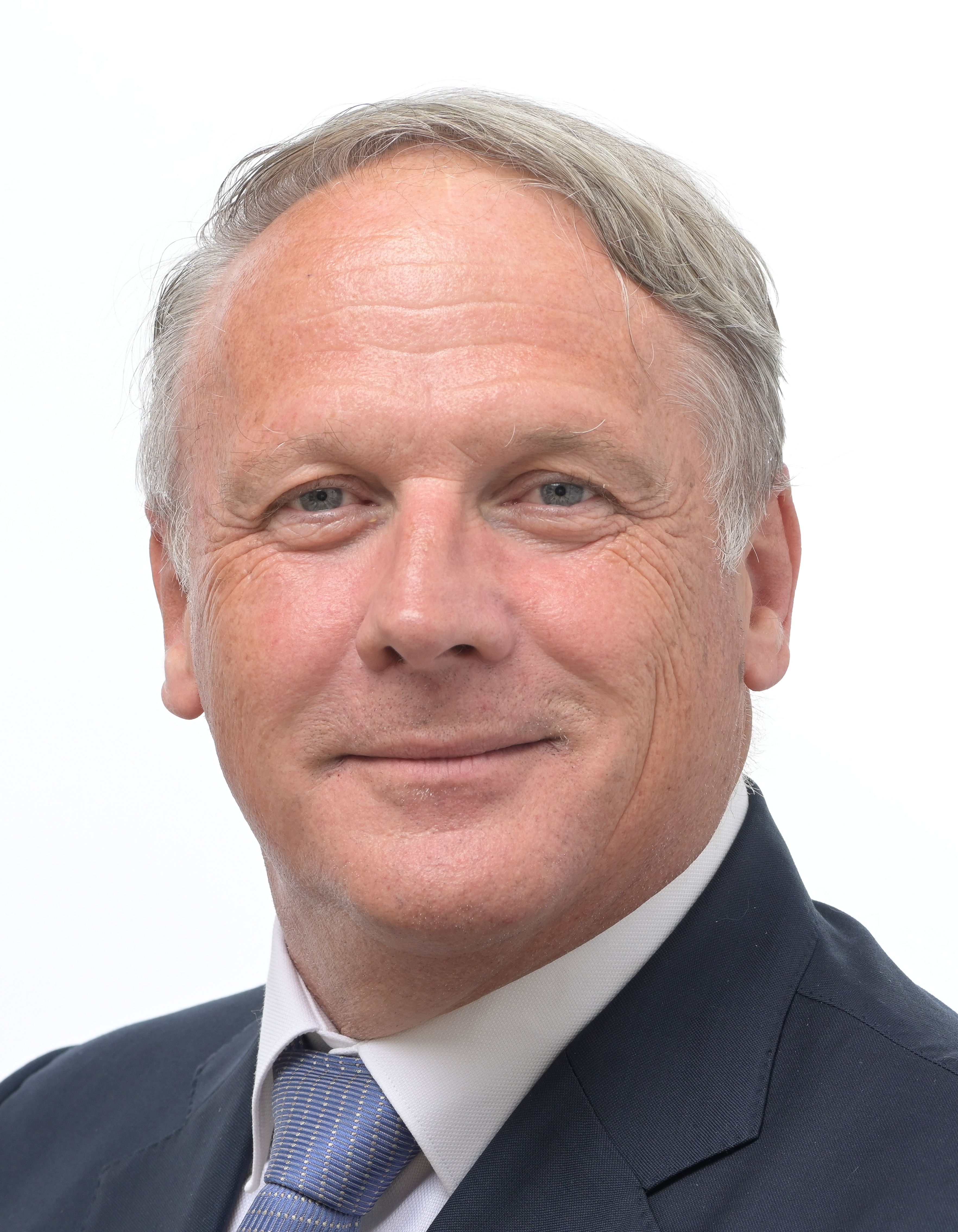
Philippe Olivier (2024)

Philippe Olivier (* 30. August 1961) ist ein französischer Politiker, der 2019 zum Mitglied des Europäischen Parlaments gewählt wurde. 
Olivier trat bei den französischen Parlamentswahlen 2017 im siebten Wahlkreis des Départements Pas-de-Calais an und wurde im zweiten Wahlgang vom republikanischen Kandidaten, Pierre-Henri Dumont, besiegt. 
Seine Frau, Marie-Caroline Le Pen, ist die Schwester der französischen Politikerin Marine Le Pen.